# Anis Ben Chouikha
Anis Ben Chouikha (arabe : أنيس بن شويخة), né le 17 septembre 1975 à Tunis, est un footballeur international tunisien.

## Clubs
- ?-1996 : Espérance sportive de Zarzis (Tunisie)
- juillet 1996-juillet 2013 : Club sportif de Hammam Lif (Tunisie)
- décembre 2013-janvier 2015 : Football Club Hammamet (Tunisie)
- janvier 2015-? : Sporting Club de Ben Arous (Tunisie)

## Palmarès
- Coupe de Tunisie : 2001 avec le Club sportif de Hammam Lif